# Landratswahl in Sachsen 2020
Eine Landratswahl in Sachsen 2020 fand nur im Landkreis Meißen statt. Es handelte sich um eine Nachwahl.

## Wahlsystem
Im ersten Wahlgang ist der Kandidat gewählt, der die absolute Mehrheit, das heißt mehr als die Hälfte der Stimmen, erreicht. Erzielt keiner der Kandidaten diese Stimmenzahl, wird ein zweiter Wahlgang nötig. In diesem ist die relative Mehrheit ausreichend, das bedeutet, dass derjenige gewählt ist, der die meisten Stimmen erhalten hat. Bewerber aus dem ersten Wahlgang können im zweiten Wahlgang erneut antreten oder zurückziehen.
Wahlberechtigt sind alle Einwohner, die seit mindestens drei Monaten im jeweiligen Landkreis wohnen und das 18. Lebensjahr vollendet haben.
Passiv wahlberechtigt sind Staatsangehörige eines Mitgliedsstaates der Europäischen Union, die das 27. nicht jedoch das 65. Lebensjahr vollendet haben.

## Ausgangslage
Bei der Landratswahl 2015 wurde im Landkreis Meißen der Amtsinhaber Arndt Steinbach mit 60,2 % gegen zwei Konkurrenten wiedergewählt. Er wurde zum 1. Dezember 2020 Geschäftsführer des Kommunalen Schadensausgleichs der Länder Sachsen, Sachsen-Anhalt, Thüringen, Brandenburg und Mecklenburg-Vorpommern ernannt. Bereits Ende August gab er sein Mandat auf und wurde danach durch seine 1. Beigeordnete Janet Putz (CDU) vertreten.
Steinbach ist Mitglied der CDU, die in Sachsen bis dahin fast alle Landräte stellte.

## Wahlergebnis
Da es sich um eine Wahl außerhalb des üblichen Turnus’ handelt, fand in jenem Jahr nur eine Wahl statt.

### Landkreis Meißen

Hänsel:
40–50 %
50–60 %
60–70 %Kirste:
40–50 %(Relative) Stimmenmehrheit nach Gemeinden im Landkreis Meißen

Die Wahl fand am 11. Oktober 2020 statt. Zu Steinbachs Nachfolger wurde bereits im ersten Wahlgang Ralf Hänsel gewählt.
Zur Wahl aufgerufen waren 200.305 Bürger.
| Kandidat               | Stimmen (absolut) | Stimmen (%) | Politische Unterstützung |
| ---------------------- | ----------------- | ----------- | ------------------------ |
| Ralf Hänsel            | 41.178            | 51,1        | CDU                      |
| Thomas Kirste          | 23.071            | 28,8        | AfD                      |
| Elke Siebert           | 15.752            | 19,7        | Grüne                    |
| Wähler/Wahlbeteiligung | 81.097            | 40,5        |                          |
| Gültige Stimmen        | 80.001            | 98,6        |                          |
| Ungültige Stimmen      | 1.096             | 1,4         |                          |